# Limenitis cerachates
Limenitis cerachates är en fjärilsart som beskrevs av Hans Fruhstorfer 1915. Limenitis cerachates ingår i släktet Limenitis och familjen praktfjärilar. Inga underarter finns listade i Catalogue of Life.